# Osibisa
Osibisa — ганско-карибская афро-рок-группа, основанная в Лондоне в конце 1960-х годов четырьмя выходцами из Западной Африки и тремя лондонскими карибскими музыкантами.
Osibisa была самой успешной и долгоживущей из африканских групп в Лондоне, наряду с такими современниками, как Assagai, Brotherhood of Breath, Demon Fuzz, Black Velvet и Noir, и в значительной степени способствовала становлению уорлд-музыки и афро-рока как востребованного жанра.
Оригинальная группа, которая участвовала в первых трёх студийных альбомах, была общеизвестна как «Beautiful Seven», также как песня из их альбома Woyaya.

## Характеристики
Стиль
Osibisa приписывают знакомство европейской и североамериканской публики с африканской музыкой благодаря их слиянию африканских и западных музыкальных стилей. Стиль группы охватывает элементы рока, прогрессивного рока, эйсид-рока, латиноамериканской музыки, джаза, афро-фанка, джаз-фьюжн, соула, хайлайфа, регги, калипсо и поп-музыки Этот стиль классифицируется как афро-рок прогрессивный рок афро-поп и хайлайф. В альбоме Mystic Energy группа отошла от своего фирменного звучания в сторону R&B, дэнс-поп и диско.
Дизайн обложек
Их первые два альбома были украшены работами прог-рок-художника Роджера Дина (до того, как он стал широко известен своими работами), изображающими летающих слонов, которые стали символом группы. Третий альбом Heads включает обложку Мати Кларвайна, известного своими обложками альбомов Abraxas группы Santana и Bitches Brew Майлза Дэвиса. Osibirock, шестой студийный релиз группы, включал картину «Negro Attacked by a Jaguar» (1910) Анри Руссо. Обыгрывая оригинальную тему летающих слонов, сборник Ultimate Collection включает слонов с танковыми башнями вместо голов, раннюю идею Роджера Дина, возрождённую для проекта. В 2009 году их альбом Osee Yee снова представил летающих слонов, на этот раз нарисованных Фрейей Дин (дочерью Дина). Логотип Роджера Дина для группы по-прежнему используется на многих релизах, содержащих классический материал. Оформление многих переизданий и материалов 1990-х годов было создано Фрэнком Макпартлендом, Эндрю Баклом и удостоенным премии «Грэмми» дизайнером Рэйчел Гутек и её компанией Guppy Art.

## Дискография
Смотри статью «Дискография Osibisa» в англ. разделе.
Студийные альбомы
- 1971 – Osibisa – (Billboard Hot 200 No. 55 – UK No. 11[10] – Can No. 47,[11] AUS No. 13[12])
- 1971 – Woyaya – (Billboard No. 66 – UK No. 11[10] – Can No. 61,[13] AUS No. 15[12])
- 1972 – Heads – (Billboard No. 125 – Can No. 86,[14] AUS No. 19[12])
- 1973 – Superfly T.N.T. Soundtrack  (Billboard No. 159)
- 1973 – Happy Children (Billboard No. 202, AUS No. 46[12])
- 1974 – Osibirock (Billboard No. 175, AUS No. 67[12])
- 1975 – Welcome Home (Billboard No. 200, AUS No. 75[12])
- 1976 – Ojah Awake
- 1979 – Mystic Energy
- 1980 – Celebration
- 1981 – African Flight
- 1983 – African Dawn (unreleased)
- 1989 – Movements
- 1995 – Monsore
- 1998 – Urban Village (unreleased)
- 2003 – African Dawn, African Flight
- 2009 – Osee Yee
- 2021 – New Dawn[15]
- TBA  – Osibioddities